# Морейра Силва, Фабиу Эмануэл
Фабиу Эмануэл Морейра Силва (порт. Fábio Emanuel Moreira Silva; 5 апреля 1985, Лиссабон, Португалия) — португальский футболист, полузащитник. Выступал за национальную сборную Кабо-Верде.

## Биография

### Клубная карьера
Начал карьеру на родине в Португалии в клубе «Эштрела» из города Амадора. Всего за команду провёл 6 матчей в чемпионате Португалии. После выступал за молодёжные команды «Бенфики» и «Тенерифе». В сезоне 2007/08 выступал в словенской «Драве». Затем защищал цвета португальских клубов выступающих во Второй лиге Португалии — «Одивелаш» и «Эшпинью».
В конце августа 2010 года прибыл на просмотр в криворожский «Кривбасс». Всё же в сентябре 2010 года Фабио перешёл в запорожский «Металлург» на правах свободного агента. В Премьер-лиге Украины дебютировал 26 сентября 2010 года в выездном матче против полтавской «Ворсклы» (2:1), Фабио начал матч в основе, но в перерыве был заменён на Павла Хайдучека. 6 ноября 2010 года в матче против киевского «Арсенала» (2:0), Фабио вышел на 54 минуте вместо Дмитрия Татанашвили, а на 87 минуте забил гол в ворота Виталия Ревы. По итогам сезона 2010/11 «Металлург» занял последнее 16 место и вылетел в Первую лигу Украины. В том сезоне Фабио провёл 13 матчей и забил 1 мяч в чемпионате и 1 матча в Кубке.

### Сборная
В марте 2011 года получил вызов в ряды национальной сборной Кабо-Верде, на домашний матч, который состоялся на стадионе «Эштадиу да Варзеа» против Либерии в рамках отборочного турнира на Кубок африканских наций 2012. 26 марта 2011 года дебютировал в сборной в том матче против Либерии (4:2), Фабиу вышел на 83-й минуте вместо Одаира Фортса.